# ヴァレンタイン卿の城
ヴァレンタイン卿の城（ヴァレンタインきょうのしろ。原題：Lord Valentine's Castle）は、1980年にアメリカ合衆国で出版されたロバート・シルヴァーバーグのサイエンス・ファンタジー小説であり、マジプール・シリーズの第1作目にあたる。1981年のローカス賞ファンタジイ長編部門を受賞し、日本では1985年に佐藤高子が翻訳しハヤカワSF文庫で出版された。

## あらすじ
人類や異星人が住み、4人の権力者、＜皇帝＞＜教皇＞＜聖母＞＜夢の王＞が支配する惑星マジプール。新たに即位した＜皇帝＞ヴァレンタインが行幸する街で、皇帝と同名の男ヴァレンタインはジャグラーとして旅回りの芸人一座に加わった。ヴァレンタインは度々見る奇妙な夢＜お告げ＞を夢占い師に見てもらい、自分が真の＜皇帝＞であることを知る。折しもマジプールでは＜夢の王＞の息子ドミニン・バルジャジッドが現在の体制を破壊し権力を握ろうと画策していた。ヴァレンタインは妖術師のデリアンバー、4本腕のザルザン・カボル、馬飼いの少年シャナミールらとヴァレンタイン卿の城がある＜城が岳＞を目指す・・・。

## 執筆背景
シルヴァーバーグは、1960年代後半以降に執筆した意欲作、特に『内死（Dying Inside）』が評価されなかったことから、1975年にSF絶筆宣言を行っていた。その後、1978年のネビュラ賞授賞式の際に本書のアイディアを思いつく。本書には絶筆宣言後の初作品ということで12万7500ドル（当時）という破格の保証金が支払われることになり、5か月間で書き上げている。

## 評価
『ヴァレンタイン卿の城』は1981年のローカス賞ファンタジイ長編部門を受賞し 、また同年のヒューゴー賞にノミネートされた。
カーカス・レビューズは、「SF的な裏付けの点で、マジプールは許せないほどに薄っぺらい。大勢の魅力的な登場人物が、あたかも鞘の中で枯れた豆のように未成熟の状態で、長くて退屈な物語の中を転がっている。がっかりした。」と酷評した。
グレッグ・コスティキャンは、Ares Magazine第4号で『ヴァレンタイン卿の城』について、「そのディテールや、夢のようなストーリー展開にもかかわらず、シルバーバーグは読者を失わず、退屈させない物語を書いた。それどころか、『ヴァレンタイン卿の城』はマディソン・アベニューの隠語で言えば、読みだしたら止まらない本（page-turner）である。」と評した。
Tor.comのダグラス・コーエン（Douglas Cohen）は、「この物語は、SFなのかファンタジーなのかを読者に理解させるのが難しいパズルではない。サイエンス・ファンタジーである。両方のジャンルから借用、微調整、統合、場合によっては完全に再発明することで融合に成功している。『ヴァレンタイン卿の城』のような本は、両方のジャンルの長所を取り入れて、それらをシームレスな物語に統合しようとしている。科学とファンタジー両方の要素を含むことは受け入れられ、かつ期待されている。」と述べている。

## レビュー
- Algis Budrys (1980年) 、ファンタジイ・アンド・サイエンス・フィクション1980年5月号
- Melissa Mia Hall (1980年)、Fantasy Newsletter, No. 25 June 1980
- Baird Searles (1980年)、アシモフズ・サイエンス・フィクション1980年7月号
- Tom Staicar (1980年)、アメージング・ストーリーズ1980年8月号
- Joseph Nicholas (1980年)、Vector 99
- Doug Fratz (1980年）、Thrust #15 1980年夏号